# Paul Lechler

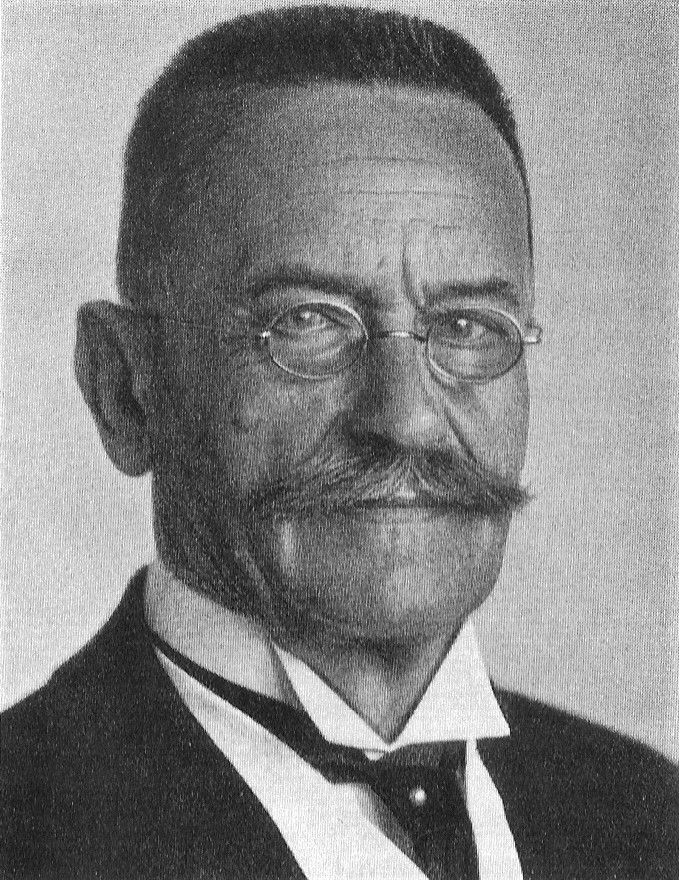
Paul Lechler (um 1910)

Paul Lechler, seit 1909 von Lechler, (* 28. November 1849 in Böblingen; † 24. April 1925 in Stuttgart) war ein deutscher Unternehmer. Durch sein Engagement wurde das Deutsche Institut für Ärztliche Mission (DIfÄM) ins Leben gerufen.

## Leben
Paul Lechler übernahm 1871 als Teilhaber die Lack- und Firnisfabrik seines Vaters Christian Lechler und Sohn in Feuerbach. Schnell baute er sie zu einem gutlaufenden Unternehmen, die späteren Lesonal-Werke, aus. Im Jahr 1875 heiratete er die Bankierstochter Maria Hartenstein. Sein Sohn Paul Lechler jun. war später Präsident des Landeskirchentags der Evangelischen Landeskirche in Württemberg.
Seit dem Alter von 26 Jahren stellte Lechler zehn Prozent seines Unternehmensgewinns kirchlichen und sozialen Organisationen zur Verfügung. In der Folge widmete er sich immer intensiver karitativen Aufgaben, unter anderem in der Stuttgarter Armenpflege, und legte 1878 die Unternehmensleitung fast völlig in die Hände von Angestellten. Nach dem Tod seines Vaters verkaufte er 1878 die Fabrik an August Happold und Hermann Haaß. 1879 gründete er ein neues Unternehmen Paul-Lechler zur Produktion von Schmierölen und Holzschutzmitteln.
Im Jahr 1882 gründete Lechler die erste private Arbeitsvermittlung in Stuttgart, die er elf Jahre lang leitete und auch mit finanziellen Mitteln unterstützte, einen Verein zur Hilfe in außerordentlichen Notstandfällen auf dem Lande, den Stuttgarter Knabenchor Hymnus, das Martinshaus mit Kapelle sowie eine Kinderschule. 
1898 traf Lechler den Missionsarzt der Basler Mission, Georg-Eugen Liebendörfer. Dieser berichtete ihm über das Elend, das in Indien herrschte, und die Hilfsmöglichkeiten, die die Missionsgesellschaften hier hätten. Daraufhin gründete Lechler Ende 1898 einen Verein für Ärztliche Mission als Hilfsorganisation der Basler Mission. Nach weiteren Gesprächen wurde 1906 mit dem Deutschen Institut für Ärztliche Mission (DIfÄM) ein eigenes deutsches Institut ins Leben gerufen.
Im Jahr 1916 wurde das Gebäude des Tropengenesungsheimes in Tübingen fertiggestellt und am 15. November eröffnet.

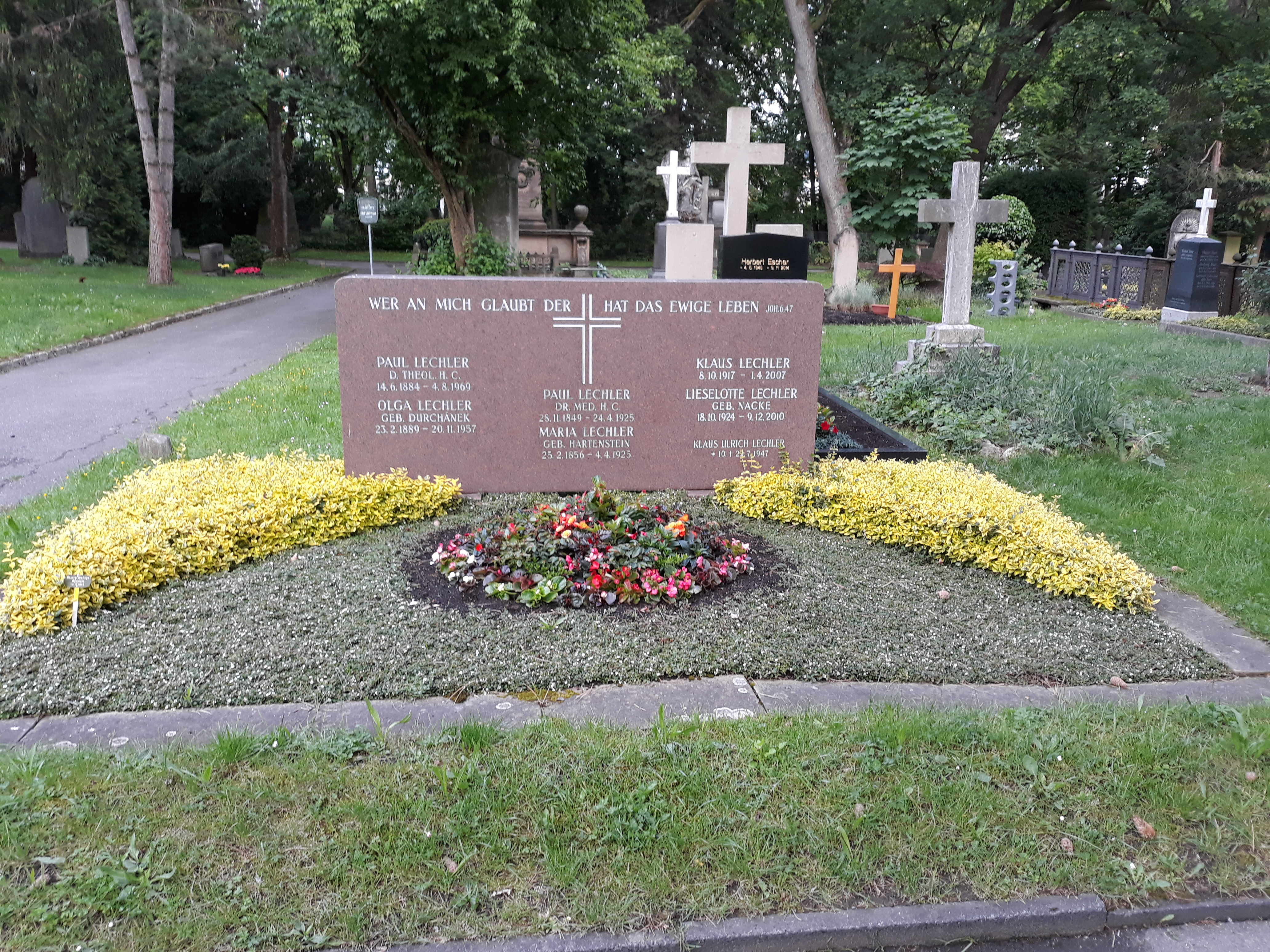
Familiengrab Lechler, Pragfriedhof Stuttgart

## Ehrungen
Im Jahr 1909 erhielt Lechler in Anerkennung seiner Bemühungen um das DIfÄM den Preußischen Kronenorden sowie das Ritterkreuz des Ordens der Württembergischen Krone. Damit verbunden war die Verleihung des persönlichen Adels. Außerdem wurde er doctor honoris causa der Tübinger Medizinischen Fakultät. 
Das Tropengenesungsheim in Tübingen heißt heute Tropenklinik Paul-Lechler-Krankenhaus. In Böblingen sind die Paul-Lechler-Schule und die Paul-Lechler-Passage nach ihm benannt.
Der große Saal im Hospitalhof Stuttgart heißt Paul-Lechler-Saal.